# 交通传习所
交通传习所，为一所清朝末年、民国初年设立的一所学校，为铁路管理传习所所改，北京交通大学的前身。
宣统三年（1911年），铁路管理传习所改名为“交通传习所”，增设邮电两班。辛亥革命后，改隶中华民国交通部，增设电气工程、有线电工程、无线电速成等班。
- 铁路工程英文高等班，民国五年（1916年）、六年（1917年），各毕业一班；
- 法文专修班，亦于民国五、六年，各有一班毕业；
- 无线电速成班，高等电气工程班，于民国三年（1914年）、四年（1915年）、五年（1916年），各有毕业生，全部分发路电各机关服务。

总计铁路与电信工程，及英文、法文各班，迄民国三年（1914年），毕业人数已有770余人。民国六年（1917年），交通部就原有各班，充实课程，并依铁路、邮电的不同，将学校改组为“北京铁路管理学校”和“北京邮电学校”。